# Phoebe hunanensis
Phoebe hunanensis är en lagerväxtart som beskrevs av Hand.-mazz.. Phoebe hunanensis ingår i släktet Phoebe och familjen lagerväxter. Inga underarter finns listade i Catalogue of Life.